# Конструкторское бюро автоматических систем
Конструкторское бюро автоматических систем — производственное предприятие, расположенное в Самаре. Находится в ведении Минпромторга.

## История
Основано в начале 1970-х д.физ-мат. н. Бережным И.А. Одним из известных разработок Конструкторского бюро автоматических систем того времени является система автоматизации приземления самолётов «Глиссада-4»

## Современное состояние
В настоящее время Конструкторское бюро автоматических систем занимается проектированием, разработкой, изготовлением оптико-электронных систем:
1. лазерное, ультразвуковое, ультрафиолетовое, инфракрасное и радиологическое оборудование для биологического и медицинского применения;
2. оптоэлектронные системы и оборудование, лазеры и мазеры (в том числе CO2-лазеры);
3. оптические приборы и аппаратура для военного использования;
4. метеорологическое оборудование и приборы, аппаратура для индикации и регистрации направления движения и скорости облаков;